# Ostoja w Paśmie Brzanki
Ostoja w Paśmie Brzanki este o arie protejată (sit de importanță comunitară — SCI) din Polonia întinsă pe o suprafață de 788,9 ha, integral pe uscat.

## Localizare
Centrul sitului Ostoja w Paśmie Brzanki este situat la coordonatele 49°51′05″N 21°05′15″E / 49.8513°N 21.0876°E.

## Înființare
Situl Ostoja w Paśmie Brzanki a fost declarat sit de importanță comunitară în octombrie 2009 pentru a proteja 5 specii de animale.

## Biodiversitate
Situată în ecoregiunea continentală, aria protejată conține 5 habitate naturale: Păduri de fag Luzulo-Fagetum, Păduri de fag Asperulo-Fagetum, Păduri de stejar și carpen Galio-Carpinetum, Păduri pe pante, grohotișuri și ravene de Tilio-Acerion, Păduri aluvionare cu Alnus glutinosa și Fraxinus excelsior (Alno-Padion, Alnion incanae, Salicion albae).
La baza desemnării sitului se află mai multe specii protejate:
- amfibieni (3): izvoraș-cu-burta-galbenă (Bombina variegata), triton cu creastă (Triturus cristatus), Triturus montandoni
- mamifere (2): castor (Castor fiber), vidră de râu (Lutra lutra)